# Ošljak (település)
Ošljak (olaszul: Scoglio Calogera) falu Horvátországban Zára megyében. Közigazgatásilag Prekóhoz tartozik.

## Fekvése
Zárától légvonalban 5 km-re délnyugatra, községközpontjától légvonalban 2 km-re keletre, a Zárai-csatornában, az azonos nevű sziget nyugati részén fekszik. Ošljak az Adriai-tenger legkisebb lakott szigete, területe mindössze 0,332 km². Tengerpartjának hosszúsága 2,41 km, legmagasabb pontja 89 méter. Ošljak település mintegy 950 méter hosszan fekszik a sziget nyugati partvonalában, házainak legnagyobb távolsága a partvonaltól 70 méter. A sziget nem lakott részei parkerdőként 1985-óta természeti védelem alatt állnak.

## Története
A sziget már az ókorban is lakott volt, több római kori épület is állt rajta. A középkorban a zárai érsekség, majd zárai nemesi családok birtoka volt. Zárával szembeni fontos stratégiai helyként többször is támadta az ellenség, így 1242-ben és 1311-13-ban is, amikor a Zára elleni támadás során velencei katonaság szállt itt partra. 1320-ban a zárai érsekség birtokaként említik. Területe Zárához tartozott, majd 1409-től a várossal együtt a Velencei Köztársaság része lett. 1555-től a Cedolini család bérelte, majd a Cortese, Fozza és Soppe családoknak adta tovább, akiktől a Calogera család szerezte meg. Ezután a Licini család vásárolta meg, akik anyagi nehézségeik miatt a Carrara családnak adták el. Utolsó birtokosa a Đurić család volt.
1641-ben a pestis idején a szigeten karantén és kis kórház volt a fertőzöttek számára. Emiatt a szigetet Lazaretnek is nevezték. Ennek a kórháznak a helyén építette fel 1723-ban itteni nyaralóját a Calogera család és különböző növényi kultúrák termesztését kezdte meg. A Valčić család 1760 körül érkezett a szigetre és nekik köszönhetően arculata teljesen megváltozott. A sziklás magaslat kivételével lényegében az egész sziget mezőgazdasági művelés alá került. 1775-ben a gabona őrlésére szélmalmok épültek a szigeten, de a szeszélyes széljárás miatt működésük nem volt kifizetődő, ezért ma már romokban állnak. A 18. század végén Napóleon megszüntette a Velencei Köztársaságot. Ošljak 1797 és 1805 között Habsburg uralom alá került, majd az egész Dalmáciával együtt a Francia Császárság része lett. 1815-ben a bécsi kongresszus újra Ausztriának adta, amely a Dalmát Királyság részeként Zárából igazgatta 1918-ig. A településnek 1857-ben 45, 1910-ben 85 lakosa volt. Az első világháborút követően előbb a Szerb-Horvát-Szlovén Királyság, majd Jugoszlávia része lett. Iskoláját 1927-ben nyitották meg (épülete 1929-ben épült), de 1958-ban a gyermekek kevés száma miatt bezárták. 1941 és 1943 között a sziget olasz megszállás alatt volt. 1951 és 1955 között, majd az 1970-es évektől a több munkalehetőség miatt több fiatal költözött a nagyobb városokba és vándorolt ki az Egyesült Államokban és Ausztráliában is. A falunak 2011-ben 29 lakosa volt, akik hagyományosan mezőgazdasággal, halászattal foglalkoznak.

## Lakosság
| Lakosság változása | Lakosság változása | Lakosság változása | Lakosság változása | Lakosság változása | Lakosság változása | Lakosság változása | Lakosság változása | Lakosság változása | Lakosság változása | Lakosság változása | Lakosság változása | Lakosság változása | Lakosság változása | Lakosság változása | Lakosság változása |
| ------------------ | ------------------ | ------------------ | ------------------ | ------------------ | ------------------ | ------------------ | ------------------ | ------------------ | ------------------ | ------------------ | ------------------ | ------------------ | ------------------ | ------------------ | ------------------ |
| 1857               | 1869               | 1880               | 1890               | 1900               | 1910               | 1921               | 1931               | 1948               | 1953               | 1961               | 1971               | 1981               | 1991               | 2001               | 2011               |
| 45                 | 0                  | 62                 | 87                 | 91                 | 85                 | 0                  | 199                | 139                | 125                | 93                 | 64                 | 27                 | 65                 | 18                 | 29                 |

## Nevezetességei
- Szűz Mária tiszteletére szentelt temploma[5] a sziget legjelentősebb műemléke. Építését az 5–6. századra teszik. A kora középkorban még Szent Jeromos (Girolamo) tiszteletére volt szentelve. A 15. században Venier érsek idejében megújították és bővítették. 1862-ben a sziget akkori tulajdonosa a Nakić család restauráltatta, melyről a templomon látható kőtábla emlékezik meg.[2] A templom egyszerű épület, négyszögletes alaprajzzal, félkör alakú apszissal, nyeregtetővel és magas harangtoronnyal. A déli fal sarkait ferde támpillérek támasztják meg, az apszis kerek falát pedig három sekély lizéna tagolja. Az eredetileg 10.-11. századi ókeresztény oratóriumnak három, keresztboltozatos boltszakasza van. Az apszist félkupola borítja. A harangtorny alatt L. Venier (1428-1449) érsek címere látható.
- A templom folytatásában északra találhatók a Calogera család nyári kastélyának romjai.
- A település régi magját a 17. és 18. században épített lakóházak alkotják.

## Fordítás
- Ez a szócikk részben vagy egészben  az   Ošljak című horvát Wikipédia-szócikk ezen változatának fordításán alapul.  Az eredeti cikk szerkesztőit annak laptörténete sorolja fel. Ez a jelzés csupán a megfogalmazás eredetét és a szerzői jogokat jelzi, nem szolgál a cikkben szereplő információk forrásmegjelöléseként.